# بيريتا موديل 38
بيريتا موديل 38 ( بالإيطالية: Moschetto Automatico Beretta Modello 1938 ) ويعرف أيضا بإم أي بي 38 (بالإنجليزية: MAB 38) كان مدفع رشاش إيطالي تم تقديمه في عام 1938 واستخدمه الجيش الملكي الإيطالي خلال الحرب العالمية الثانية .
تم إصداره لأول مرة لوحدات الشرطة الإيطالية المتمركزة في المستعمرات الإيطالية الأفريقية . أعجب الجيش الإيطالي بأداء المدفع وقرر اعتماد نسخة تستخدمها تشكيلات النخبة في الجيش والشرطة العسكرية، وتم طلبه بشكل متغير ومعدل لا يحتوي على حربة ومكابح كمامة مختلفة . تم استخدام الشكل المختلف على نطاق واسع من قبل الجيش الملكي الإيطالي في جميع مسارح الحرب العالمية الثانية التي شاركت فيها إيطاليا.  كما استخدمت الجيوش الألمانية والرومانية والأرجنتينية هذه البنادق في ذلك العصر.

## التاريخ

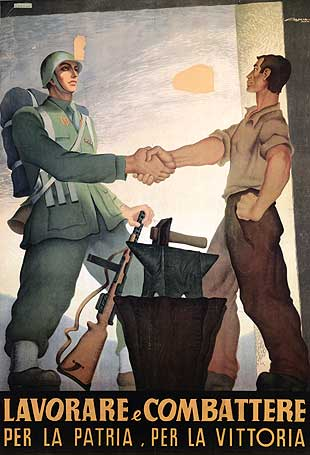
ملصق دعائي إيطالي للحرب العالمية الثانية يظهر فيه بندقية بيريتا موديل 38

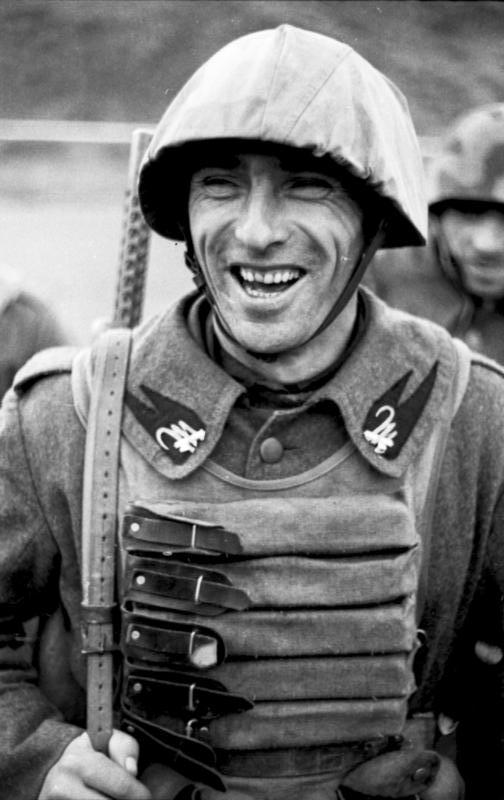
جندي من كتيبة هجومية تابعة للحرس الوطني الجمهوري (GNR) للجمهورية الاجتماعية الإيطالية ، مسلح برشاش MAB 38A

تم تصميم MAB 38 في الأصل بواسطة كبير مهندسي شركة بيريتا، توليو مارينجوني في عام 1935، وتم تطويره من Beretta Modello 18 و18/30، المشتق من المدفع الرشاش فيلار بيروسا الخفيف من الحرب العالمية الأولى . ومن المعترف به على نطاق واسع أنه السلاح الصغير الإيطالي الأكثر نجاحًا وفعالية في الحرب العالمية الثانية وتم إنتاجه بأعداد كبيرة.  لم تكن القاعدة الصناعية المحدودة لإيطاليا في الحرب العالمية الثانية عائقًا حقيقيًا أمام تطوير الأسلحة الصغيرة المتقدمة والفعالة حيث أن معظم الأسلحة في ذلك الوقت كانت تتطلب كميات كبيرة من ساعات العمل الحرفية وشبه الحرفية لضبطها. ولكن معدل الإنتاج البطيء الأولي يعني أن MAB 38 لم يصبح متاحًا بأعداد كبيرة إلا في عام 1943 عندما تم الإطاحة بالنظام الفاشي وانقسمت إيطاليا بين قوات الحلفاء المتحاربة في الجنوب والقوات المتحالفة مع ألمانيا في الجمهورية الاجتماعية الإيطالية في الشمال.
كانت سلسلة موديل 1938 قوية للغاية وثبتت شعبيتها لدى قوات المحور وكذلك قوات الحلفاء، الذين استخدموا نماذج تم الاستيلاء عليها.  فضل العديد من الجنود الألمان، بما في ذلك القوات النخبة مثل قوات Waffen-SS و Fallschirmjäger ، Beretta 38.  صنعت ألمانيا 231193 نسخة منه في عامي 1944 و 1945.

## المستخدمون
- الأرجنتين
- ألبانيا: تم الاستيلاء عليها من قبل الثوار الألبان بأعداد كبيرة أثناء الحرب
- الجزائر: يستخدمها جيش التحرير الوطني. [8]
- بنغلاديش: يستخدم بواسطة موكتي باهيني.[9]
- بلغاريا: موديل MAB38A [10]
- كوستاريكا:[11]  الموديلات 38/44 و 38/49.[12][13]
- جمهورية الدومينيكان:[11]  النموذج 38/49.[13]
- قبرص
- السعودية[14]
- إمبراطورية اليابان: تم طلب 350 طائرة من طراز MP38/43 وتسليم 50 وحدة منها في عام 1943؛ وتم الاستيلاء على بعضها من قبل قوات الحلفاء في جنوب المحيط الهادئ.[15]
- مصر: الموديلات 38/42 و 38/49.[16]
- أثيوبيا [11]
- فنلندا: فائض إيطالي من طراز MP38 تم شراؤه في عام 1958.[17]
- اليونان
- ألمانيا النازية [18]
- ألمانيا الغربية: MP38/49 (الطراز 4) والطراز 5، المعروفين باسم MP1. استخدمهما الجيش الألماني (حتى عام 1959) وقوات الأمن الفيدرالية (تم استبدالهما في نهاية الستينيات)[19][20]
- إندونيسيا: طراز MP1938/49.[13]  تم نشره أثناء عملية الأمم المتحدة في الكونغو.[21]
- إيران [19]
- العراق: موديل 38/44[12]
- إيطاليا
  - الجمهورية الاجتماعية الإيطالية.[22]
  - المقاومة الإيطالية.[19]
  - الجيش الإيطالي المحارب المشترك.
- لبنان: استخدمه الجيش اللبناني وقوات الدرك اللبنانية والميليشيات القومية العربية المتمردة خلال أزمة لبنان عام 1958.
- ليبيا [23]
- المغرب [11]
- الصومال: استخدمه متمردو جبهة تحرير الصومال الغربية أثناء حرب أوغادين .
- باكستان: موديل 38/44[12][19]
- بولندا 128 قطعة تم تسليمها في عام 1944 إلى الجيش الوطني بواسطة طيران الحلفاء من إيطاليا
- رومانيا: تم طلب 5000 وحدة في عام 1941، وتم استلامها خلال عام 1942.[18] [24]  وشملت النسخ التي تم شراؤها الطراز 38A والطراز 38/42.[19][25]
- سوريا[19]
  - الائتلاف الوطني السوري.[26]
- تايلاند: نموذج 38/49[13]
- تونس: نموذج 38/49[13]
- اليمن:[11]  نموذج 38/49[13]
- يوغوسلافيا: تم الاستيلاء عليها بكميات كبيرة.[27]